# Станіслав Ґроф
Станіслав Ґроф (Станіслав Гроф) (Stanislav Grof; 1 липня 1931, Прага, Чехословаччина) — американський психолог та психіатр чеського походження, доктор філософії з медицини, автор методу голотропного дихання, один із засновників трансперсональної психології та піонер у сфері вивчення змінених станів свідомості, як джерела нової інформації, духовного росту, зцілення та психофізичної трансформації. Засновник Міжнародної трансперсональної організації та її незмінний президент по сьогодні.
У 2006 р., рік свого 75-річчя, нагороджений однією із найпрестижніших світових премій за видатний вклад у розвиток науки — відзнакою фонду подружжя Гавелів. Є автором 140 статей у професійних журналах, а також більше ніж 20 книг — світових бестселлерів, перекладених шістнадцятьма мовами. Входить у 100 найвпливовіших духовних лідерів світу, за версією британського журналу «Watkins» (2012 рік). У 2007 році йому було присвоєно звання почесного професора Московського державного університету.

## Біографія
1957-го закінчив Карловий університет у Празі. У 1965 захистив дисертацію на здобуття ступеню доктора філософії з медицини в Чехословацкій академії наук. У 1967—1969 роках пройшов дворічне стажування в Університеті Джонса Гопкінса в Балтіморі, США. Як керівник досліджень продовжив роботу в Мерілендському центрі психіатричних досліджень. З 1973 по 1987 жив та працював в Есаленському інституті, Каліфорнія, США. У 1977 став одним із засновників міжнародної трансперсональної асоціації. На даний час — професор факультету психології Каліфорнійського інституту інтегральних досліджень.

## Науковий внесок
- Дослідження терапевтичного впливу ЛСД на психіку людини
- Створення революційного психотерапевтичного методу роботи з витісненим психологічним матеріалом — техніки голотропного дихання
- Розширена картографія свідомості людини, що включає три рівні — біографічний, перинатальний, трансперсональний
- Наукове обґрунтування особливої важливості процесу пологів та перинатального періоду для розвитку психіки людини — теорія про чотири базові перинатальні матриці (БПМ)

## Основні ідеї
Станіслав Ґроф здобув визнання як дослідник впливу ЛСД на психіку людини. Такі досліди згодом переросли у так зввану психоделічну психотерапію. Ґроф випробував дію препарату на собі, своїх колегах та пацієнтах, у термінальних стадіях хвороби та в результаті багаторічних експериментів розробив власну розширену картографію психіки, що включає три рівні — біографічний, перинатальний (вагітність, пологи, пост-пологовий період) і трансперсональний (переживання змінених станів свідомості, видіння, ототожнення з тваринами, іншими людьми, архетипами, екстатичні божественні переживання). Ґроф стверджує, що сучасні популярні концепції людської психіки (наприклад, теорія Фройда) не беруть до уваги усі ці рівні, а тому не здатні описати увесь потенціал людини.
Цитата: «Усі культури в історії людства, за винятком західної індустріальної цивілізації, високо цінували голотропічні стани свідомості. Люди вміли викликати їх тоді, коли було потрібно ввійти в контакт зі своїми божествами, іншими вимірами реальності чи силами природи. Вони також використовували такі стани для діагностики, зцілення, розвитку екстрасенсорних здібностей чи поетичного натхнення. Вони витрачали багато часу та зусиль, щоб розробити безпечні та ефективні способи їх досягнення»[джерело не вказане 2274 дні].
Згодом, після заборони ЛСД наприкінці 60-х, Ґроф продовжує досліджувати потенціал змінених станів свідомості, і, як результат, разом із дружиною Крістіною розробляє психотерапевтичну техніку голотропного дихання та експериментально доводить можливість трансперсональних переживань без застосування хімічних препаратів, виключно за допомогою особливої техніки дихання.
Ґроф показав, що емоційним і психосоматичним захворюванням притаманна багаторівнева структура, що складається з біографічного, перинатального і трансперсонального рівнів. На його думку, багато станів, які медики оцінюють як психози, і лікують медикаментозними засобами, насправді, є кризами духовного росту та гострою потребою психодуховної трансформації.
Ґроф вважає, що використання галюциногенів з терапевтичною метою допоможе подолати той факт, що голотропічні стани свідомості недооцінені та цілковито ігноруються західним суспільством: «У своїх ранніх творах я порівняв потенційну важливість ЛСД та інших психоделіків для терапії з цінністю мікроскопу для біології чи телескопу для астрономії. Мої подальші експерименти з психоделіками тільки підтвердили таке первинне враження. Ці речовини функціонують як підсилювач того, що є — вони роблять глибокий несвідомий матеріал психіки доступним для свідомого використання. Така унікальна властивість психоделіків дає можливість вивчати психологічні підводні течії, що керують нашою поведінкою. І цього не досягнеш жодним іншим методом чи інструментом, що є в арсеналі сучасних психіатрів і психотерапевтів»[джерело не вказане 2274 дні].

### Англійською мовою
- Realms Of The Human Unconscious: Observations From LSD Research. — 1975. (У рос. перекладі «Области человеческого бессознательного».)
- The Human Encounter With Death / with Joan Halifax. — 1977. («Человек перед лицом смерти».)
- LSD Psychotherapy. — Hunter House, 1980.
- Beyond Death: The Gates Of Consciousness / with Christina Grof. — 1981.
- Ancient Wisdom And Modern Science / edited by Stanislav Grof. — 1984.
- Beyond the Brain: Birth, Death And Transcendence In Psychotherapy. — 1985. («За пределами мозга».)
- Human Survival And Consciousness Evolution / edited with Marjorie L. Valier. — 1988.
- The Adventure Of Self-Discovery: Dimensions of Consciousness And New Perspectives In Psychotherapy. — 1988. («Путешествие в поисках себя».)
- Spiritual Emergency: When Personal Transformation Becomes A Crisis / edited with Christina Grof. — 1989.
- The Stormy Search For The Self: A Guide To Personal Growth Through Transformative Crisis / with Christina Grof. — 1990. («Неистовый поиск себя».)
- The Holotropic Mind: The Three levels Of Human Consciousness And How They Shape Our Lives / with Hal Zina Bennet. — 1992. («Холотропное сознание».)
- Books Of The Dead: Manuals For Living And Dying. — 1993.
- The Thirst For Wholeness: Attachment, Addiction And The Spiritual Path / by Christina Grof. — 1994.
- The Transpersonal Vision. — 1998. (Книга і аудіо.)
- The Cosmic Game: Explorations Of The Frontiers Of Human Consciousness. — 1998. («Космическая игра».)
- The Consciousness Revolution: A Transatlantic Dialogue / with Peter Russell and Ervin Laszlo. Foreword by Ken Wilber. — 1999.
- Psychology Of The Future: Lessons From Modern Consciousness Research. — 2000. («Психология будущего».)
- Caterpillar Dreams / with Melody Sullivan. — 2004.
- When The Impossible Happens: Adventures In Non-Ordinary Reality. — 2006. («Когда невозможное возможно. Приключения в необычных реальностях».)
- The Ultimate Journey: Consciousness And The Mystery Of Death. — 2006. («Величайшее путешествие. Сознание и тайна смерти».)
- New Perspectives in Understanding and Treatment of Emotional Disorders // Psychedelic Medicine: Addictions Medicine and Transpersonal Healing. — Westport, CT : Praeger/Greenwood Publishers, 2007. — Ch. 13. — P. 255—286. — (Psychedelic Medicine: New Evidence for Hallucinogenic Substances as Treatments : in 2 vol. / ed. by Michael Winkelman, Thomas B. Roberts, ISBN 0-275-99023-0, ISBN 978-0-275-99023-7 ; vol. 2). — ISBN 0-275-99025-7. — ISBN 978-0-275-99025-1.
- LSD: Doorway to the Numinous: The Groundbreaking Psychedelic Research into Realms of the Human Unconscious. — 2009.
- Holotropic Breathwork: A New Approach to Self-Exploration and Therapy. — 2010.
- Healing Our Deepest Wounds: The Holotropic Paradigm Shift. — 2012. («Исцеление наших самых глубоких ран. Холотропный сдвиг парадигмы».)

### Переклади
- Психологія майбутнього: уроки з сучасних досліджень свідомості = Psychology Of The Future: Lessons From Modern Consciousness Research / пер. з англ. Ярини Винницької та Олени Редчиць — Львів : Афіша, 2015. — 328 с. : іл. — ISBN 978-966-325-217-9. (Перша перекладена українською мовою книга.)